# Uzričje
Uzričje je naseljeno mjesto u općini Uskoplje, Federacija Bosne i Hercegovine, BiH.

## Stanovništvo

### 1991.
Nacionalni sastav stanovništva 1991. godine, bio je sljedeći:
ukupno: 198
- Muslimani - 138
- Hrvati - 60

### 2013.
Nacionalni sastav stanovništva 2013. godine, bio je sljedeći:
ukupno: 106
- Bošnjaci - 60
- Hrvati - 38
- ostali, neopredijeljeni i nepoznato - 8